# Большая Щелья
Большая Щелья — посёлок сельского типа в Лешуконском районе Архангельской области. Входит в состав Олемского сельского поселения (муниципальное образование «Олемское»).

## Географическое положение
Посёлок расположен на правом берегу реки Вашка. Ближайший населённый пункт Олемского сельского поселения, его административный центр, село Олема, расположен в 5 км к северо-западу. Расстояние до административного центра района, села Лешуконское, составляет 54 км.

## Население
| Население                            | на 1 января 2010 года |
| ------------------------------------ | --------------------- |
| В возрасте до 16 лет                 | 0                     |
| Трудовые ресурсы (из них работающих) | 5 (2)                 |
| Пенсионеры                           | 12                    |
| Всего                                | 18                    |
| Прибыло / выбыло (за год)            | 0 / 1                 |
| Родилось / умерло (за год)           | 0 / 0                 |

## Инфраструктура
Объекты социальной сферы на территории посёлка отсутствуют. К числу предприятий, расположенных в насёленном пункте, относится ПО «Усть-Вашка».